# 아슈칼리인
아슈칼리(Ashkali, 세르비아어: Ашкалије)와 발칸 이집트인(Balkan Egyptians, 세르비아어: Балкански Египћани)은 코소보와 세르비아 남부를 비롯하여 알바니아, 몬테네그로, 북마케도니아에 퍼져 살며 알바니아어를 쓰고 이슬람교를 믿는 문화적 소수민족 집단이다. "아슈칼리"와 "발칸 이집트인"은 서로 명확하게 구분되는 집단이 아니다. 일부 아슈칼리인은 롬어를 사용하나 발칸 이집트인은 그렇지 않다. 여러 측면에서 차이는 있으나 문화적 유사점으로 인해 롬인(집시)과 함께 묶이는 경우가 많다. 1999년 코소보 전쟁 전후 알바니아인과 주로 연대하며 독자적 정체성을 강화했다.

## 같이 보기
- 발칸 이집트인